# صحراء تينيري

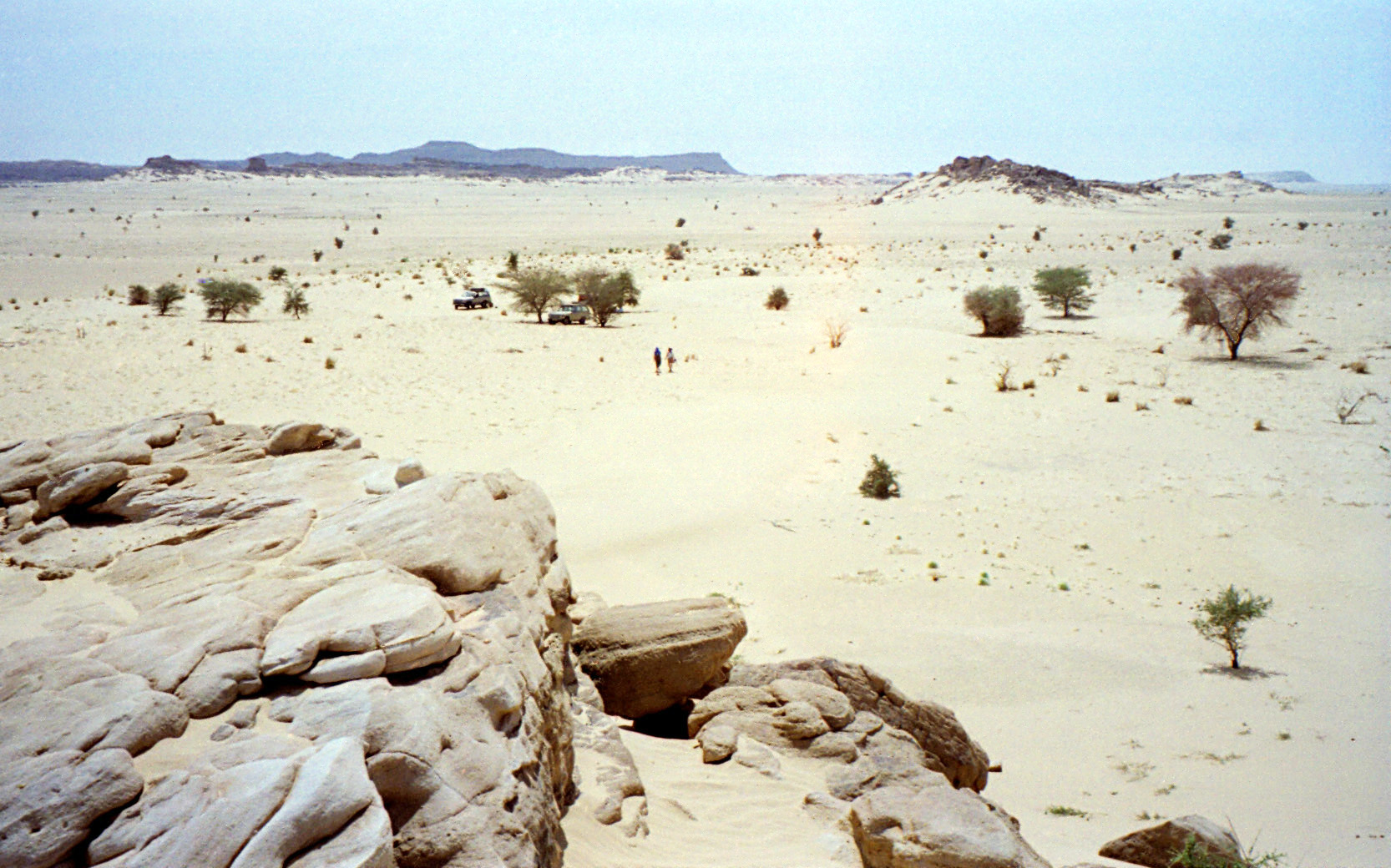
صحراء تينيري في النيجر

صحراء تينيري (بالإنجليزية: Ténéré) هي منطقة صحراوية في جنوبي وسط الصحراء الكبرى، وهي تتألف من سهل واسع من الرمال تمتد من شمال شرق النيجر إلى غربي تشاد، وتحتل الصحراء ما مساحته أكثر من 154440 ميل مربع (400،000 كيلومتر مربع)، أما حدودها فهي تتكون من جبال آير في الغرب، وجبال الهقار في الشمال، وهضبة جادو في الشمال الشرقي، وجبال تيبستي في الشرق، وحوض بحيرة تشاد في الجنوب.

## مناخ الصحراء
تعتبر صحراء تينيري صحراء قاحلة، مع مناخ الحار والجاف للغاية ويكاد لا تتواجد في الصحراء أيا من أشكال الحياة النباتية، درجات الحرارة ترتفع إلى 42 درجة مئوية في الصيف، مع ما يزيد قليلا على 25 ملم من الأمطار سنويا، ومن المعروف في الصحراء أن المياه من الصعب العثور حتى تحت الأرض، أما العثور على الآبار فيتطلب الامر الحفر مئات الأميال داخل الأراضي الصحراوية.

## تاريخ الصحراء
منطقة صحراء تينيري لم تكن صحراء قاحلة فيما مضي، فمن خلال عصر ما قبل التاريخ الكربوني كانت منطقة صحراء تينيري عبارة عن قاع البحر، والغابات الاستوائية في وقت لاحق، واكتشف فيما بعد أن منطقة تينيري كانت مقبرة للديناصورات الرئيسية وتقع هذه المقابر إلى الجنوب الشرقي من أغاديز في غودوفوا، وقد تم العثور على العديد من الحفريات هناك، بعد أن تآكلت وأدى هذا التاكل إلى خروجها من الأرض.
خلال التاريخ البشري في وقت مبكر، كانت أرض تينيري أرض خصبة أكثر ملائمة لحياة الإنسان مما هي عليه الآن، وكان يسكن المنطقة من قبل البشر منذ فترة طويلة على اعتبار أن العصر الحجري كان قبل 60000 سنة مضت، وكان هناك اصدياد للحيوانات البرية والأدلة على وجودهم هي تلك الأدوات الحجرية الصغيرة التي اكتشفت، واكتشف أيضا نحتت رؤساء السهام وذلك خلال فترة العصر الحجري الحديث منذ حوالي 10،000 سنة.

## سكان الصحراء
صحراء تينيري هي منطقة قليلة السكان ، وتعتبر واحة فاشي هي المستوطنة الوحيدة التي ليست على حافة صحراء تينيري . يقطن الطوارق جبال آيير في النيجر وأغاديز في الغرب ، إلا أن التجار الهوساويين لا يزالون يعملون في تسيير قوافل الملح عبر الصحراء .

## حكام الصحراء
عام 1960 أصبحت أراضي الطوارق جزء من جمهورية النيجر المستقلة، وقد تم تقسيم إقليم تينيري إلى سبع مديريات، وفي الجزء الأوسط من صحراء تينيري توجد منطقة محمية، ترعاها محمية أيير وتينيري الطبيعية.